# Ill-Natured Spiritual Invasion
Ill-Natured Spiritual Invasion è il terzo album in studio del gruppo black metal norvegese Old Man's Child, pubblicato nel 1998.

## Tracce
1. Towards Eternity – 5:17
2. The Dream Ghost – 3:41
3. Demoniacal Possession – 3:31
4. Fall of Man – 4:00
5. Captives of Humanity – 4:42
6. God of Impiety – 5:23
7. My Evil Revelations – 3:59
8. Thy Servant – 4:46

## Formazione
- Galder - voce, chitarra, basso, synth
- Gene Hoglan - batteria